# Mathewelten
Mathewelten ist eine Webserie von Arte zu Fragestellungen der höheren Mathematik. Sie ist seit September 2021 auf der Arte-Mediathek arte.tv und dem gleichnamigen YouTube-Kanal auf Französisch und Deutsch zur Verfügung.

## Inhalt
Mathewelten geht auf eine Idee des Produzenten Denis Van Waerebeke zurück, der bereits an anderen Arte-Beiträgen beteiligt gewesen ist. Die Serie vermittelt anschaulich komplexe mathematische Ideen und Gesetzmäßigkeiten, die den interessierten Laien mit gewissem mathematischen Vorwissen als Zielgruppe hat. Unterstützung bot die renommierte Société Mathématique de France.

„Die Welt der Mathematik ist exotisch und äußerst befremdlich. Man spricht dort eine seltsame Sprache. Es ist dort die Rede von Homöomorphismen, Mannigfaltigkeiten oder transfiniten Zahlen. Aber man stößt auch auf epische Gefilde, atemberaubende Ideen und sogar manchmal auf ganz Nützliches. Also, brechen wir auf zu einem kleinen Ausflug. Alles, was Ihr dazu braucht, ist ein Reiseleiter – das bin ich – und ein Gehirn in Betriebsbereitschaft. Bereit? Und keine Sorge, wir werden nicht wirklich Mathematik betreiben, sondern nur ein bisschen die Landschaft betrachten.“

„Auf in die Welt der Mathematik! In ihren seltsamen Landschaften stößt man auf hierarchische Graphen, quasiperiodische Kachelungen, vierdimensionale Polytope und manchmal sogar auf ganz nützliches. Alles, was ihr für diesen Ausflug braucht, ist ein Reiseleiter - das bin ich - und ein Gehirn in Betriebsbereitschaft“

## Episodenliste
Jede Folge beginnt mit einem kurzen Vorspann, der im Original von Denis Van Waerebeke vorgelesen wird. Danach erfolgt die Hinführung zum jeweiligen Thema. Die Erklärung geschieht mithilfe von Animationen und Erläuterungen aus dem Off.
| #  | deutscher Titel                        | französischer Originaltitel      | Verfügbarkeit auf arte.tv |
| -- | -------------------------------------- | -------------------------------- | ------------------------- |
| 1  | Das Gefangenendilemma                  | Le dilemme du prisonnier         | 23. Sept. 2021            |
| 2  | Das Benford-Gesetz                     | La loi de Benford                | 23. Sept. 2021            |
| 3  | Infinitesimal – auf zum Allerkleinsten | Flâneries infinitésimales        | 23. Sept. 2021            |
| 4  | Die Poincaré-Vermutung                 | La conjecture de Poincaré        | 23. Sept. 2021            |
| 5  | Auf dem Weg in die Unendlichkeit       | Sur la route de l’infini         | 23. Sept. 2021            |
| 6  | Das Spiel des Lebens                   | Le jeu de la vie                 | 15. Nov. 2021             |
| 7  | Irrationale Zahlen                     | Les nombres irrationnels         | 15. Nov. 2021             |
| 8  | Die komplexe Ebene                     | Pique-nique sur le plan complexe | 15. Nov. 2021             |
| 9  | Die Riemann-Hypothese                  | L'hypothèse de Riemann           | 15. Nov. 2021             |
| 10 | Das Gödel-Theorem                      | Le théorème de Gödel             | 15. Nov. 2021             |

| #  | deutscher Titel                                             | französischer Originaltitel                                | Verfügbarkeit auf arte.tv |
| -- | ----------------------------------------------------------- | ---------------------------------------------------------- | ------------------------- |
| 1  | Das Ziegenproblem – Denken in Wahrscheinlichkeiten          | Le problème de Monty Hall                                  | 15. Mai 2023              |
| 2  | Das Simpson-Paradoxon – Statistiken richtig lesen           | Le paradoxe de Simpson                                     | 15. Mai 2023              |
| 3  | Nichteuklidische Geometrie – Ein neuer Blick auf die Welt   | Les géométries non-euclidiennes                            | 15. Mai 2023              |
| 4  | Parkettierung von Flächen – Rätselhafte Fünfecke            | Les pavages du plan                                        | 15. Mai 2023              |
| 5  | Die Graphentheorie – Der schnellste Weg zum Ziel            | La théorie des graphes                                     | 15. Mai 2023              |
| 6  | Semireguläre Polytope – Auf in die vierte Dimension!        | Alicia Boole au pays des polytopes                         | 10. Okt. 2023             |
| 7  | Die Keplersche Vermutung – Von der Kunst, Kugeln zu stapeln | La conjecture de Kepler – Comment ranger ses boulets?      | 10. Okt. 2023             |
| 8  | Chaostheorie – Ordnung in der Unordnung                     | La théorie du chaos – De l'ordre dans le désordre          | 10. Okt. 2023             |
| 9  | Der Kowalewskaja-Kreisel – Überraschend berechenbar         | La toupie de Kovalevskaïa ou la meilleure façon de tourner | 10. Okt. 2023             |
| 10 | Das Entscheidungsproblem – Grenzen der Mathematik           | L' Entscheidungsproblem – La fin des mathématiques?        | 10. Okt. 2023             |